# Anne Meara
Anne Therese Meara (Brooklyn, Nueva York, 20 de septiembre de 1929-Manhattan, Nueva York, 23 de mayo de 2015), más conocida como Anne Meara, fue una actriz estadounidense, reconocida por su papel como Dorothy Halligan, en la mundialmente famosa serie ALF. 
Fue la esposa del actor y humorista Jerry Stiller, con el que realizó varias interpretaciones bajo el nombre de Stiller y Meara, además de que fue la madre del actor y director de cine Ben Stiller (1965) y la actriz Amy Stiller (1961).

## Biografía
Meara nació en el seno de una familia inmigrante irlandesa. Se crio como católica hasta que se convirtió al judaísmo seis años después de casarse con Jerry Stiller, aunque este jamás se lo propuso ya que según sus palabras, "el catolicismo había acabado para mí", por lo que se tomó en serio sus estudios para la conversión.
Anne escribió sobre el fallecimiento de su madre y sus experiencias durante su infancia en el colegio católico.

### Carrera
Fue reconocida por su trabajo en la serie ALF, como Dorothy Halligan la madre de Kate.
Meara estuvo casada con Stiller desde 1954, con el que fue miembro de la compañía teatral The Compass Players (que más tarde pasaría a llamarse The Second City) y con el que formó un dúo cómico, y donde relataban su rutina familiar con humor e improvisación. Varios años después serían invitados frecuentes en The Ed Sullivan Show y otros programas televisivos. Más tarde, su carrera entraría en declive.
Durante los años 70 grabaron anuncios radiofónicos para la marca vinícola Blue Nun. Más tarde aparecería en televisión con el papel de la azafata Sally Gallagher en la serie Rhoda y en 1978 tuvo una pequeña participación en Los niños del Brasil como Sra. Curry. 
En los años 80 participaría junto con Carroll O'Connor y Martin Balsam en la sitcom: Archie Bunker's Place, (spin-off de la serie All in the Family) durante las tres primeras temporadas (desde 1979 al 1982). Años después aparecería en ALF. En 1986 protagonizaría su propia serie titulada The Stiller and Meara Show en la que su marido era el teniente de alcalde de Nueva York mientras que Meara interpretaba a la mujer de este, sin embargo no tuvo el éxito esperado.
Otros trabajos recientes fueron en la serie Sex and the City como Mary Brady y Veronica en The King of Queens. En la temporada 2004-2005 apareció en Law & Order: Special Victims Unit.
Fuera de la interpretación, trabajó como consultora de dirección en la productora de Broadway: J.A.P (Siglas en inglés de Princesas Judeo Americanas), una compañía fundada en 2007 por cuatro mujeres de religión judía que narran las historias de varios actores de las décadas de los 50 y 60 como Totie Fields, Jean Carroll, Pearl Williams, Betty Walker y Belle Barth.
En octubre de 2010 estrenaría una webserie a través de Yahoo! titulada Stiller & Meara producida por Red Hour Digital, compañía dirigida por su hijo: Ben Stiller. En abril de 2011 aceptó participar en una obra Off-Broadway llamada Love, Loss, and What I Wore hasta finales de mayo del mismo año.

### Curiosidades
En la película Night at the Museum, que fue protagonizada por su hijo Ben Stiller, tuvo un cameo en una escena que compartió con él.

### Fallecimiento
Meara falleció el 23 de mayo de 2015 en Nueva York a los 85 años por causas naturales.